# Lobedu
I Lobedu o Lovedu (nome collettivo: baLobedu) sono una tribù bantu che vive nella provincia di Limpopo nel Sudafrica settentrionale. Hanno un singolare sistema di governo matrilineare: credono che le proprie regine ereditarie abbiano un occulto legame con le divinità che concedono, grazie al loro influsso, il potere di far cadere la pioggia, da cui il nome di "regina della pioggia" (rain queen).

## Storia

### Le regine dei Balobedu[3]
| N° | Titolo | Nome                       | Dal  | Al   | Consorte e Note |
| 1  | Regina | Maselekwane Modjadji I     | 1800 | 1854 | Dinastia reale Monomatapa; figlia del re Magodo |
| 2  | Regina | Masalanabo I Modjadji II   | 1854 | 1894 | |
| 3  | Regina | Khesethoane Modjadji III   | 1895 | 1959 | |
| 4  | Regina | Makoma Modjadji IV         | 1959 | 1980 | Andrea Maake |
| 5  | Regina | Mokope Modjadji V          | 1981 | 2001 | Clemet Modjadji |
| 6  | Regina | Makobo Modjadji VI         | 2003 | 2005 | David Mogale. In attesa del compimento dei diciotto anni della figlia principessa Masalanabo (nata nel 2004), lo zio materno principe Mphaphata Modjadji ha assunto la reggenza nel 2007 |
| 7  | Regina | Masalanabo II Modjadji VII | 2007 |      | Riconosciuta ufficialmente dal governo del Sudafrica nel 2018 |

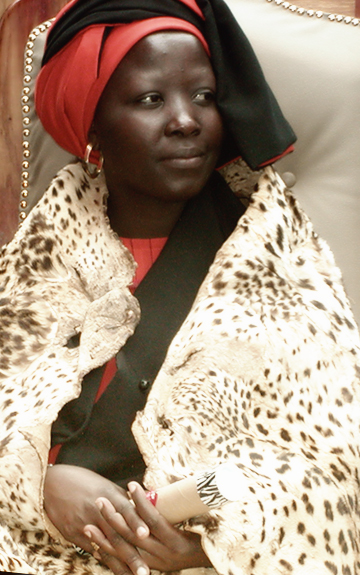
La regina Makobo Modjadji VI

I Balobedu dimorano principalmente a Modjadjkloof, città che si richiama alla dinastia reale e dà il nome alla vallata del Limpopo. Il popolo prega con fervore la regina di turno per ottenere, con un'abbondante pioggia, la sicurezza di un buon raccolto in una terra votata all'agricoltura che assicuri una decorosa vita.
Il potere regale di attirare la pioggia è una favola raccontata nella metà dell'Ottocento in un libro dagli antropologi fratelli inglesi Kridge. Le loro ricerche, soprattutto su cronache orali, risalirono al 1500 quando la principessa Dguzini, figlia del re Monotapa dello Zimbabwe si accorse di attendere un bambino dal proprio fratello. Il sovrano minacciò di far giustiziare il colpevole, ma, in stato di avanzata gravidanza, la giovane, per salvarlo, affermò non essere stato lui. Per gratitudine la regina madre sottrasse al consorte il potere di evocare la pioggia, ma Dguzini dovette trasferirsi tra i monti del Limpopo. Qui partorì il figlio incestuoso che fu il secondo regnante del nuovo popolo, i Balobedu, formatisi intorno alla coppia.
La situazione proseguì fino al 1800: il monarca faceva subentrare nel trono il primogenito maschio, unitamente al segreto dono. In quell'anno, però, il re Magodo aveva un'unica figlia, Modjadji I: la nominò, dunque, regina della pioggia, ai sensi di un'insolita successione matriarcale. La monarca poteva avere prole solo da un membro della famiglia reale. I poteri della regina di proteggere il popolo dai nemici e dalle avversità atmosferiche fanno comprendere l'inutilità della presenza dei guerrieri.
Nel febbraio 2015 è stata per la prima volta annunciata la futura incoronazione di Modjadji VII, nuova regina della pioggia. Masalanabo Modjadji (nome dinastico Mmakheala) è la figlia di Makobo Modjadji VI e sarà la più giovane sovrana dei Balobedu. L'incoronazione ufficiale di Modjadji VII, e il suo riconoscimento ufficiale da parte del governo del Sudafrica, sono stati celebrati nell'aprile del 2018.
In Africa è diffuso l'inusuale fenomeno dei tradizionali regni (monarchie subnazionali), ancora molto potenti, inseriti nei sistemi repubblicani, dopo la decolonizzazione, e da questi tollerati e rispettati (gli Zulu e gli Ashanti ne sono un valido esempio, come il Mustang, in Nepal, e i Maori, in Nuova Zelanda).